# Alaena madibirensis
Alaena madibirensis är en fjärilsart som beskrevs av Wichgraf 1921. Alaena madibirensis ingår i släktet Alaena och familjen juvelvingar. Inga underarter finns listade i Catalogue of Life.